# 静粛に、天才只今勉強中!
『静粛に、天才只今勉強中!』（せいしゅくに、てんさいただいまべんきょうちゅう!）は、倉多江美による日本の漫画作品。『コミックトム』（潮出版社）もて、1983年8月号から1989年4月号まで連載された。
フランス革命期の政治家ジョゼフ・フーシェをモデルとする、ジョゼフ・コティという人物の目を通して、フランス革命の勃発からロシア遠征の失敗までを描く。コミックスは潮出版社から1984年から1989年にかけて全11巻が刊行された。その後、復刊ドットコムで復刊希望投票が200票以上集まり、2017年に復刊ドットコムより全8巻の新装版として復刊された。

## ストーリー
オラトワール修道院(en)付属学校の物理学教師、ジョゼフ・コティは風変わりな科学実験に明け暮れ、修道院幹部からは白眼視されていたが、生徒たちからは人気があった。コティはアラスの学校に転任になったのを機に、マクシミリアン・ロベスピエールやチフス・ド・ラ・ブルトンヌと交流を深める。
1789年、三部会が召集されることになり、ロベスピエールとチフスは平民議会議員に選出される。コティも僧侶議会議員に選出される可能性があったが、自らその機会をつぶし、教師の職にとどまる。しかし、パリでは革命が進行し、その様子をチフスから報告されたコティは「政治家になりたい」という希望を持つようになる。生まれ故郷のナントの学校に転任になるや、コティは教師を辞め、地区委員会に出入りしたり、地元の名士の娘と結婚したりして政治的基盤を固める。
1792年、コティは国民公会議員に選出され、多数派だった穏健派（ジロンド派）に属す。しかし、次第に急進派（モンターニュ派）の勢いが増していることを感じたコティはルイ16世の刑罰を決定する投票で死刑に投票し、急進派に寝返る。その後、パリの政争を嫌ったコティは派遣議員としてヌーヴェルとリヨンに赴き、反対派の粛清・キリスト教会の破壊・市民からの財産徴収と暴虐の限りを尽くす。すべては「共和国に必要なものは現金だろう」という考えのもとの行いだったが、公安委員会委員長として権力を握ったロベスピエールはジロンド派に続いて、モンターニュ派内の穏健派と急進派の粛清を画策する。コティは自らが粛清される危険を感じ、ロベスピエールの打倒に動く。
テルミドールの反動によって、ロベスピエールは倒されるが、テルミドール派内部ではジロンド派が主導権を握り、モンターニュ派から転向した者たちに対して白色テロを起こすようになる。身の危険を感じたコティは民衆蜂起を画策するが失敗し、一労働者に扮して身を隠す。
総裁政府総裁のポール・バラスの情報屋になったのを機に政界復帰したコティは警察長官に任命され、ナポレオン・ボナパルト政権下でもその地位を保つ。しかし、皇帝就任後も対外戦争を絶え間なく続けるナポレオンをコティは見限るようになり、イギリスとの和平工作を独断で密かに進める。このことでナポレオンの逆鱗に触れたコティは解任され、さらにナポレオン関係の秘密情報を隠し持ったことでフランスにいられないまでに追い詰められてしまう。妻の死後、同棲していたコティの愛人がナポレオンの情報を提出したことで、コティは領地への帰還を許され、静かに余生を送る。
ロシア遠征を決意したナポレオンはコティを呼び出し、意見を求めるが、コティは遠征が無謀であることを説く。しかし、ナポレオンは考えを改めなかった。コティはロシア帝国地図印刷用銅板を置き土産にして、ナポレオンのもとを去る。これで政治の未練を吹っ切ったコティは愛人と静かな生活を取り戻す。コティの予言通り、ロシア遠征は失敗し、ナポレオンはコティに再仕官を求める手紙を送る。そのころ、未だ手紙を見ていないコティは愛人と趣味の散歩を楽しんでいた。

## 主な登場人物
ジョゼフ・コティ
物語開始時は物理学教師。ロベスピエールやチフスとの交流を経て政治に関心を持ち、国民公会議員となる。日和見主義をモットーとしており、自分の主義主張よりも自身の生き残りを優先させる。世論や権力の所在の変化に敏感で、それを他人より先に読みとる能力によって、フランス革命後の混乱した時代を生き残る。一方で、ナポレオンに独断でイギリスとの和平を画策するなど、信念にもとづいた行動をとることもある。
ジョゼフィーヌ・ド・ボアルネ
初登場時は元子爵夫人。別れた夫の両親と同居し、その年金で生活していたが、年金の支給が遅れがちなうえに、浪費癖があり、生活費を得るために、自らの美貌を利用して、金持ちの男性をパトロンにしていた。元夫が恐怖政治時代に処刑されたことで投獄されるが、そのときに知り合ったテレジアと共に釈放後はバラスの愛人になる。その後、ナポレオンに見初められて結婚。結婚式の際、ナポレオンの指示で名前をローズからジョゼフィーヌに改めた。最初は金目当てでナポレオンの情報をコティに売っていたが、やがてナポレオンの妻の立場を守るためにコティと共闘するようになり、互いに情報を交換するようになる。
ナポレオン・ボナパルト
初登場時はフランス軍軍人。コティが実験用に飛ばした気球を彼に届けに行ったのが2人の最初の出会いであるが、ナポレオンは後にそのことを忘れていた。実家から弟妹の養育費の一部負担を求められ、そのため、金持ちの未亡人に片っ端から求婚していた。故郷のコルシカ島に戻ったときに独立運動家のパスカル・パオリに声をかけるも無視されるシーン以後、しばらくの間ほとんど登場しなくなる。テルミドールの反動後、王党派の反乱がおこったときには国民公会議員の間で有名な存在になっており、バラスの副官に任命された。その後、ジョゼフィーヌと結婚したことでイタリア遠征軍司令官に任命され、ブリュメール18日のクーデターで権力を握る。その後はコティを重用し続けるものの、コティの能力を畏怖しているかのような描写も見られる。
マクシミリアン・ロベスピエール
初登場時は弁護士。融通の利かない性格でアラスでは浮いた存在だった。優れた弁舌によってアラス選出の平民議会議員となり、国民公会議員の選挙では選挙区をパリに移して当選する。一貫してモンターニュ派に属し、コティのような寝返り組を快く思っていない。ジロンド派をでっち上げ裁判で粛清し、さらに公安委員会委員長として独裁権を握り、モンターニュ派の穏健派と急進派を共に始末しようとしたため、議員の多くを敵にまわし、破滅した。
チフス・ド・ラ・ブルトンヌ
初登場時は印刷屋。コティの尽力でアラス選出の平民議会議員となる。コティにパリの情勢を逐一報告し、コティが政治家を目指すきっかけを作った。国民公会議員選挙の際はロベスピエールと共にパリに選挙区を移し、当選。議会では中間派に属した。コティに名前を利用されたりしたが、その後もコティとの交流は続き、コティの危機の際には議員の立場を利用して助けた。国民公会解散後、政界を引退して、パリで印刷工場を開業する。
ソフィー
コティのいとこ。コティにマリーを紹介した。コティに好意を抱いていたらしく、コティがマリーと結婚した時には、ふくれっ面をしていた。ジャン＝バティスト・カリエによる残虐行為を避けるために、マリーとヴィレンヌを連れてパリにやって来る。その後、政争のために自宅に戻れないコティに代わって2人の世話を献身的におこなう。コティが起こした民衆蜂起が失敗した後、コティ夫婦と共に逃亡し、ナントに戻って、年配の男性と結婚。マリーの死の知らせを受けた時は悲しみに沈んでいた。
マリー
コティの妻。ナントの名士の娘。地味な顔立ちだが、気立ては良く、コティとの夫婦仲は良かった。ヴィレンヌという子供をもうける。コティが国民公会議員となった後、パリに移り住むが、コティがロベスピエール打倒に動いているときに子供は病死する。マリー自身もコティがバラスの情報屋をやっているときに病死する。その後、コティは若く美しい女性と同棲するようになるが、その女性の名前は出てこない。なお、コティのモデルであるフーシェの妻は1812年まで生存している。フーシェの妻は研究家の間で異論なく「不器量」の評価をくだされているが、夫婦仲は良く、フーシェ自身は愛人を1人も持たなかった。また、フーシェには病死した子供以外にも子供がいる。
ジャン・ポール・ベルボトム
ヌーヴェルとリヨンにコティと共に赴いた派遣議員。芝居がかった言動が多い。生粋のモンターニュ派で、公安委員会委員。ヌーヴェルとリヨンで積極的に残虐行為をおこなっていたが、それが原因でロベスピエールに粛清されると考え、ロベスピエール打倒に加わる。ジロンド派の白色テロを見て、自らもテロの対象になると考え、コティと共に民衆蜂起を画策するが失敗し、首謀者として逮捕された。史実のジャン＝マリー・コロー・デルボワに相当する人物。
ポール・バラス
総裁政府総裁。ロベスピエール打倒の際は、国民公会軍司令官として活躍した。王党派の反乱の際に、ナポレオンを副官に任命し、さらにジョゼフィーヌと結婚した際には、結婚の引き出物としてイタリア遠征軍司令官の地位を与えた。一労働者にまで零落したコティが自分が勤める会社の不正見逃しのために頼ってきたときは、側近の反対を押し切って、情報屋として採用し、その後、警察長官に任命した。コティらから腐敗ぶりを批判されているが、実際に悪事に手を染めているシーンは描かれておらず、清濁併せのむ政治家のイメージで描写されている。ブリュメール18日のクーデターの際にはナポレオンの家に乗り込むもののジョゼフィーヌにうまくあしらわれ、さらにコティによってパリから追放された。
ドーミエ
コティの秘書。コティに心酔しており、彼に常に政界で活動していてもらいたいと思っている。器用な性格で、何でも教えればそつなくこなすことが出来る。

## 書誌情報
- 倉多江美『静粛に、天才只今勉強中!』（新装版）復刊ドットコム、全8巻
  1. 2017年2月22日発売、ISBN 978-4-8354-5460-3
  2. 2017年3月14日発売、ISBN 978-4-8354-5461-0
  3. 2017年4月14日発売、ISBN 978-4-8354-5462-7
  4. 2017年5月18日発売、ISBN 978-4-8354-5463-4
  5. 2017年6月17日発売、ISBN 978-4-8354-5464-1
  6. 2017年7月15日発売、ISBN 978-4-8354-5465-8
  7. 2017年8月18日発売、ISBN 978-4-8354-5466-5
  8. 2017年9月12日発売、ISBN 978-4-8354-5467-2